# NFL Comeback Player of the Year Award
Der National Football League (NFL) Comeback Player of the Year Award ist eine Ehrung, die seit 1972 jährlich im American Football vorgenommen wird.

## Wahlberechtigt
Seit 1998 zeichnet die Associated Press (AP) für die Vergabe des Preises verantwortlich. Wahlberechtigt sind alle Sportjournalisten von AP. Die Ehrung erhält der Spieler, der im vorhergehenden Spieljahr seine Karriere ausgesetzt hat oder aufgrund einer schweren Verletzung (längerfristig) aussetzen musste, bzw. dessen Leistungen im Vorjahr unzureichend waren.

## Auswirkungen
Der Preis ist nicht mit der Übergabe einer Geldsumme und/oder eines Pokals verbunden. Er steigert lediglich das Ansehen und den Marktwert des Spielers und findet Niederschlag in den Rekordbüchern der NFL. Er kann hilfreich sein bei der Nominierung zur Wahl in die Pro Football Hall of Fame.

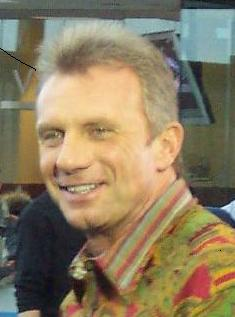
Joe Montana

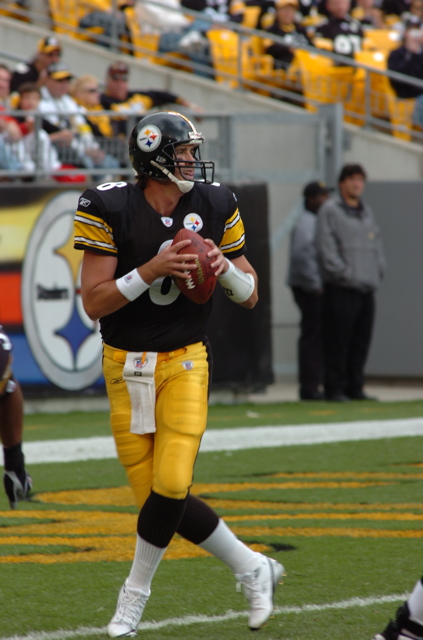
Tommy Maddox

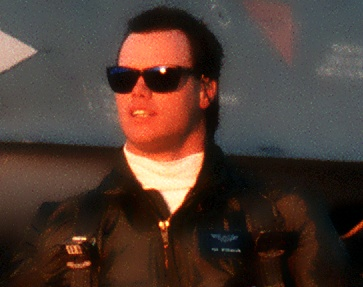
Jim McMahon

## Gewinner
| Saison                  | Spieler                  | Mannschaft                             | Position                 |
| ----------------------- | ------------------------ | -------------------------------------- | ------------------------ |
| 1972                    | Earl Morrall             | Miami Dolphins                         | Quarterback              |
| 1973                    | Roman Gabriel            | Philadelphia Eagles                    | Quarterback              |
| 1974                    | Joe Namath               | New York Jets                          | Quarterback              |
| 1975                    | Dave Hampton             | Atlanta Falcons                        | Runningback              |
| 1976                    | Greg Landry              | Detroit Lions                          | Quarterback              |
| 1977                    | Craig Morton             | Denver Broncos                         | Quarterback              |
| 1978                    | John Riggins             | Washington Redskins                    | Runningback              |
| 1979                    | Larry Csonka             | Miami Dolphins                         | Fullback                 |
| 1980                    | Jim Plunkett             | Oakland Raiders                        | Quarterback              |
| 1981                    | Ken Anderson             | Cincinnati Bengals                     | Quarterback              |
| 1982                    | Lyle Alzado              | Los Angeles Raiders                    | Defensive End            |
| 1983                    | Billy Johnson            | Atlanta Falcons                        | Wide Receiver            |
| 1984                    | John Stallworth          | Pittsburgh Steelers                    | Wide Receiver            |
| 1985                    | Streik                   | keine Wahl                             | -                        |
| 1986                    | Joe Montana Tommy Kramer | San Francisco 49ers Minnesota Vikings  | Quarterback              |
| 1987                    | Charles White            | Los Angeles Rams                       | Runningback              |
| 1988                    | Greg Bell                | Los Angeles Rams                       | Runningback              |
| 1989                    | Ottis Anderson           | New York Giants                        | Runningback              |
| 1990                    | Barry Word               | Kansas City Chiefs                     | Runningback              |
| 1991                    | Jim McMahon              | Philadelphia Eagles                    | Quarterback              |
| 1992                    | Randall Cunningham       | Philadelphia Eagles                    | Quarterback              |
| 1993                    | Marcus Allen             | Kansas City Chiefs                     | Runningback              |
| 1994                    | Dan Marino               | Miami Dolphins                         | Quarterback              |
| 1995                    | Jim Harbaugh             | Indianapolis Colts                     | Quarterback              |
| 1996                    | Jerome Bettis            | Pittsburgh Steelers                    | Runningback              |
| 1997                    | Robert Brooks            | Green Bay Packers                      | Wide Receiver            |
| 1998                    | Doug Flutie              | Buffalo Bills                          | Quarterback              |
| 1999                    | Bryant Young             | San Francisco 49ers                    | Defensive Tackle         |
| 2000                    | Joe Johnson              | New Orleans Saints                     | Defensive End            |
| 2001                    | Garrison Hearst          | San Francisco 49ers                    | Runningback              |
| 2002                    | Tommy Maddox             | Pittsburgh Steelers                    | Quarterback              |
| 2003                    | Jon Kitna                | Cincinnati Bengals                     | Quarterback              |
| 2004                    | Drew Brees               | San Diego Chargers                     | Quarterback              |
| 2005                    | Steve Smith Tedy Bruschi | Carolina Panthers New England Patriots | Wide Receiver Linebacker |
| 2006                    | Chad Pennington          | New York Jets                          | Quarterback              |
| 2007                    | Gregg Ellis              | Dallas Cowboys                         | Defensive End            |
| 2008                    | Chad Pennington          | Miami Dolphins                         | Quarterback              |
| 2009                    | Tom Brady                | New England Patriots                   | Quarterback              |
| 2010                    | Michael Vick             | Philadelphia Eagles                    | Quarterback              |
| 2011                    | Matthew Stafford         | Detroit Lions                          | Quarterback              |
| 2012                    | Peyton Manning           | Denver Broncos                         | Quarterback              |
| 2013                    | Philip Rivers            | San Diego Chargers                     | Quarterback              |
| 2014                    | Rob Gronkowski           | New England Patriots                   | Tight End                |
| 2015                    | Eric Berry               | Kansas City Chiefs                     | Safety                   |
| 2016                    | Jordy Nelson             | Green Bay Packers                      | Wide Receiver            |
| 2017                    | Keenan Allen             | Los Angeles Chargers                   | Wide Receiver            |
| 2018                    | Andrew Luck              | Indianapolis Colts                     | Quarterback              |
| 2019                    | Ryan Tannehill           | Tennessee Titans                       | Quarterback              |
| 2020                    | Alex Smith               | Washington Football Team               | Quarterback              |
| 2021                    | Joe Burrow               | Cincinnati Bengals                     | Quarterback              |
| 2022                    | Geno Smith               | Seattle Seahawks                       | Quarterback              |
| 2023                    | Joe Flacco               | Cleveland Browns                       | Quarterback              |
| 2024                    | Joe Burrow (2)           | Cincinnati Bengals                     | Quarterback              |
| Quelle: edsfootball.com |                          |                                        |                          |

## Bilderauswahl weiterer geehrter Spieler

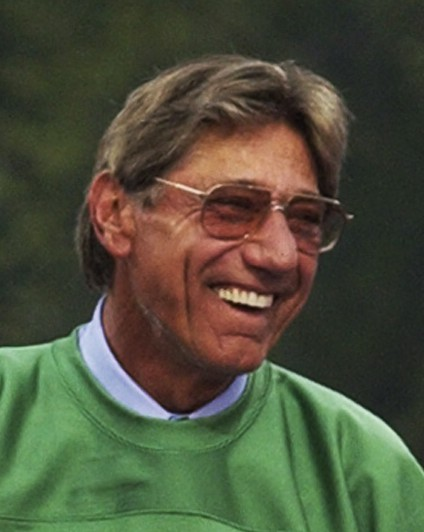
Joe Namath
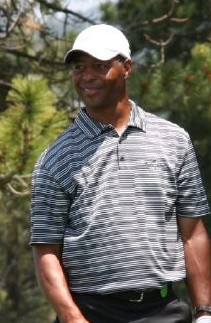
Marcus Allen
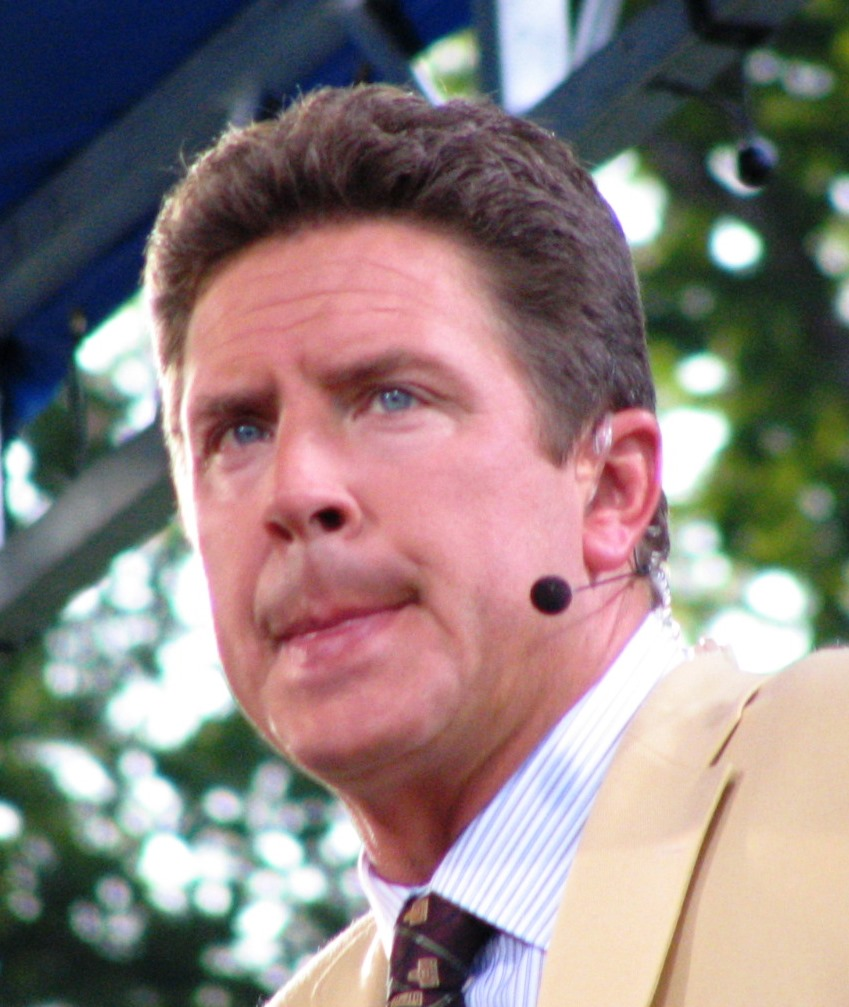
Dan Marino
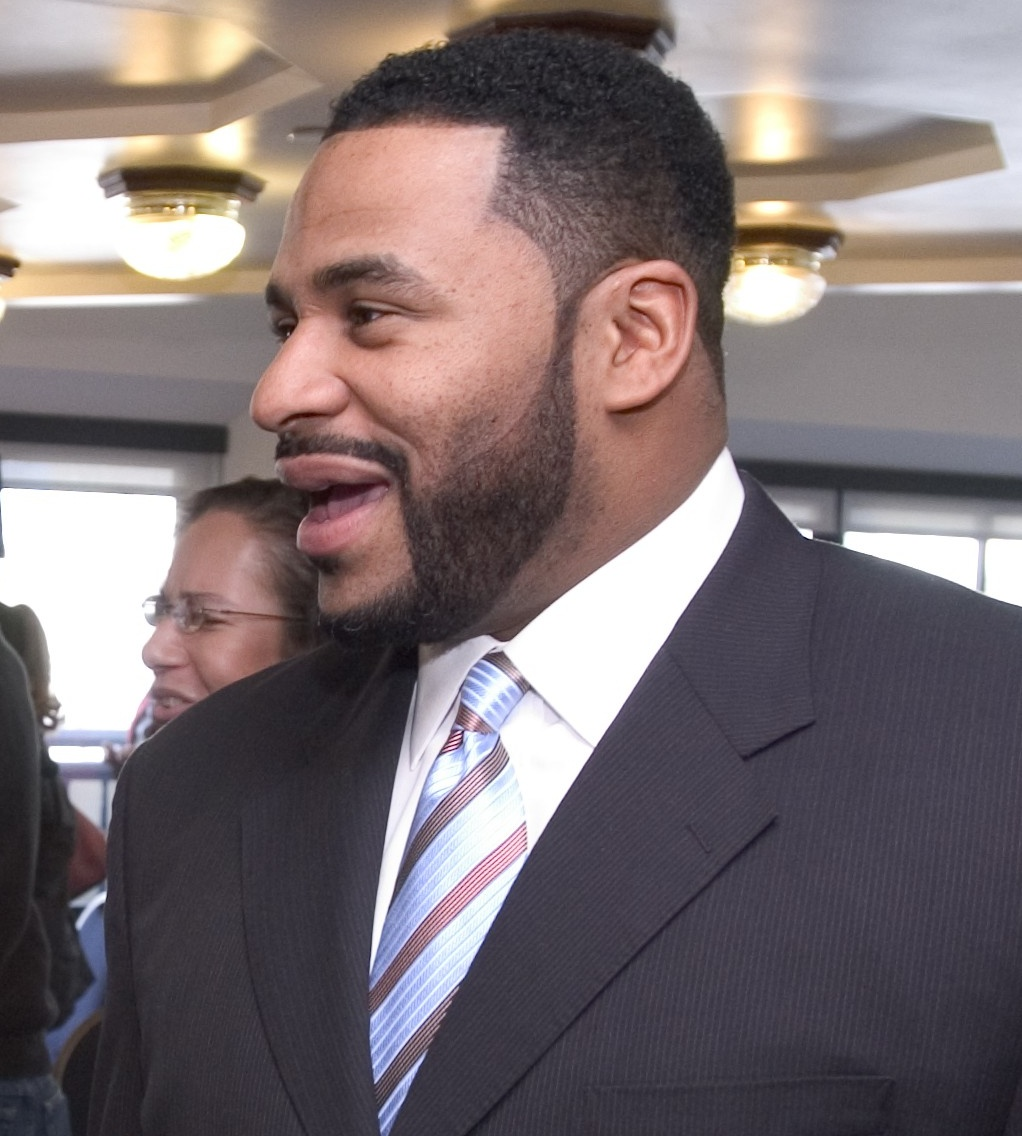
Jerome Bettis
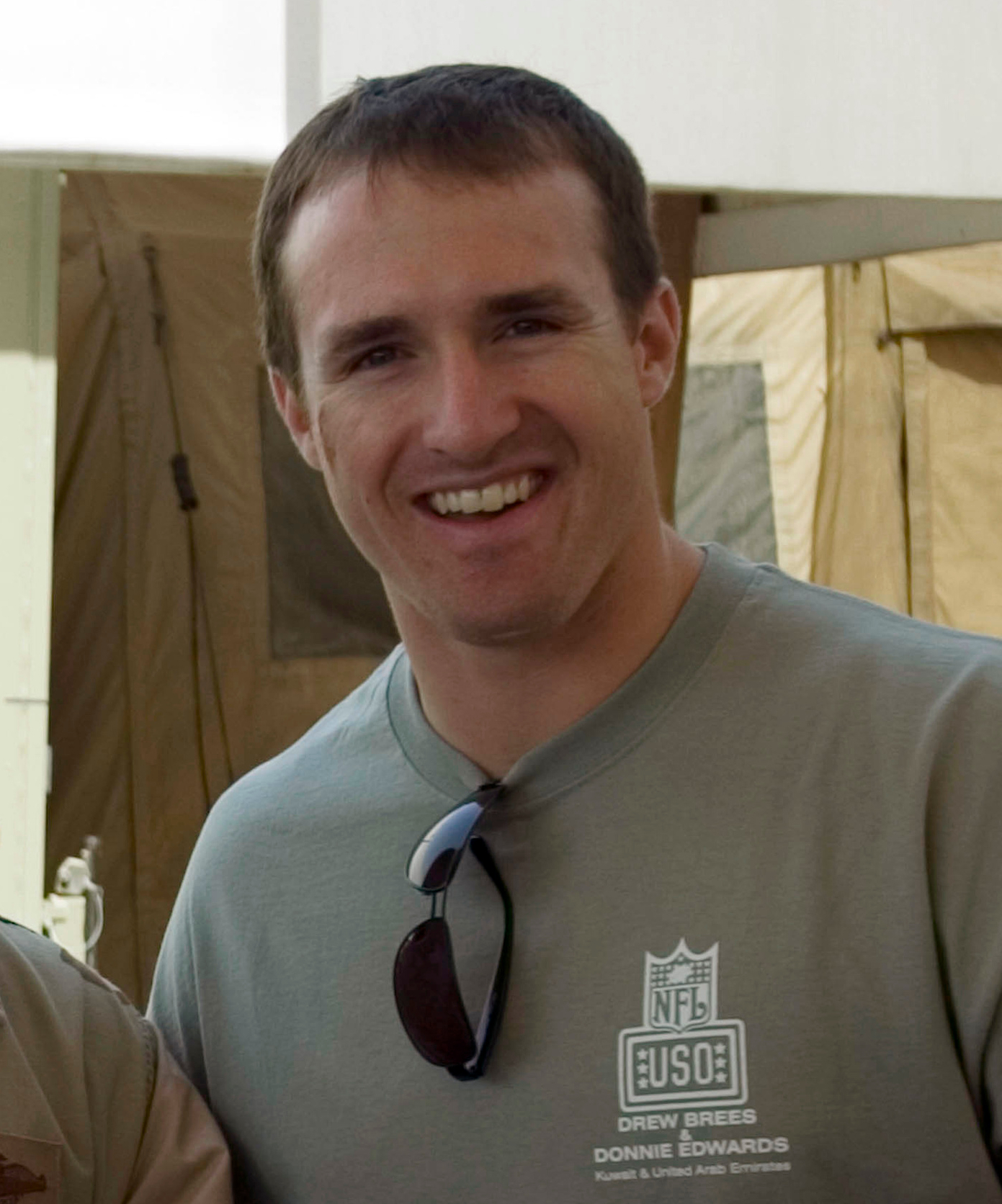
Drew Brees
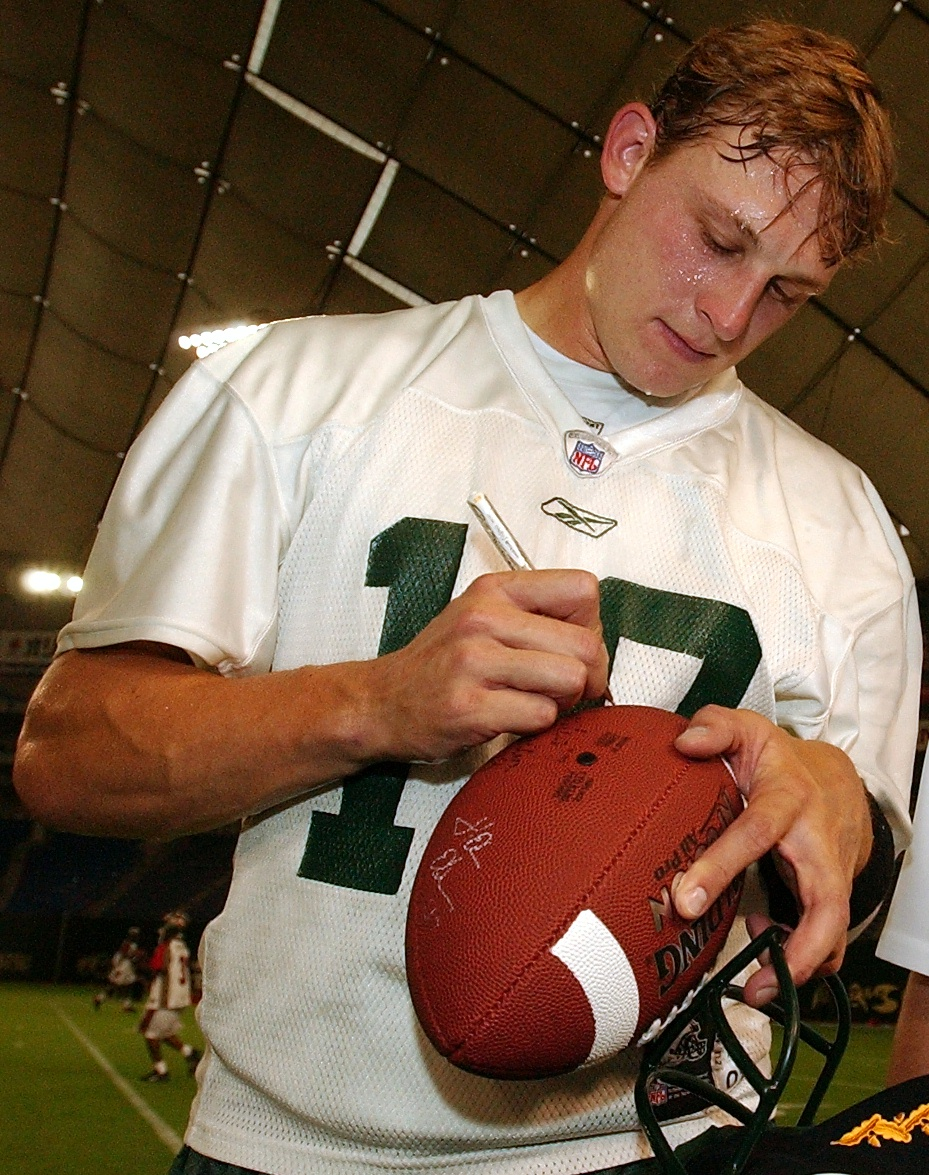
Chad Pennington